# إليو كالديريني
إليو كالديريني (بالإيطالية: Elio Calderini)‏ (9 يونيو 1988 بتشيتا دي كاستيلو في إيطاليا - ) هو لاعب كرة قدم إيطالي في مركز الوسط. لعب مع نادي فروسينوني ونادي كاتانيا وكوسينزا كالشيو وASD Città di Foligno 1928 ‏ وASD Sangiovannese 1927 ‏ ونادي أريتسو وASD Flaminia Civita Castellana ‏ ونادي أبريليا راسينغ كلوب ‏ ويوفي ستابيا.

## روابط خارجية
- إليو كالديريني على موقع قاعدة بيانات كرة القدم.إي يو (الإنجليزية)
- إليو كالديريني على موقع Soccerway.com (الإنجليزية)